# Davidsonia
Genre
Classification phylogénétique
Davidsonia est un genre de plantes dicotylédones de la famille des Davidsoniaceae, ou des Cunoniaceae selon la classification phylogénétique. Ce sont de petites arbres d'Australie tropicale.
Ce genre n'a longtemps compris qu'une seule espèce, Davidsonia pruriens F.Muell.. En 2000, 2 autres espèces sont proposées :
- Davidsonia jerseyana (F.Muell. ex F.M.Bailey) G.J.Harden & J.B.Williams
- Davidsonia johnsonii J.B.Williams & G.J.Harden